# Hudżajra
Hudżajra (arab. حجيرة) – miejscowość w Syrii, w muhafazie Damaszek. W 2004 roku liczyła 4584 mieszkańców.